# Diana Bracco
Diana Bracco de Silva (Milano, 3 luglio 1941) è un'imprenditrice e dirigente d'azienda italiana, presidente e amministratore delegato del gruppo Bracco e del CDI (Centro Diagnostico Italiano) e presidente di Fondazione Bracco.

## Biografia
Laureata in Chimica all'Università degli Studi di Pavia, che le ha conferito anche la Laurea Honoris Causa in Farmacia nel 2001, Diana Bracco nel 2004 riceve dall'Università Cattolica del Sacro Cuore di Roma la Laurea Honoris Causa in Medicina. 
Nel 1966 entra nell'azienda di famiglia, fondata dal nonno Elio Bracco a Milano nel 1927. Nel 1977 ne diventa Direttore Generale e nel 1999 Presidente e Amministratore Delegato. Nel 2010 dà vita alla Fondazione Bracco, di cui diventa Presidente. La Fondazione ha lo scopo di creare e diffondere cultura, arte e scienza quali mezzi per migliorare la qualità della vita e la coesione sociale, con una specifica attenzione all’universo femminile e al mondo giovanile.
La presidenza del gruppo Bracco le apre le porte verso la presidenza di Federchimica, (che suo padre Fulvio aveva già diretto dal 1969 al 1983), succedendo nel Giugno 2003 a Giorgio Squinzi. L'esperienza alla guida di Federchimica è però di breve durata: nel 2005 lascia la presidenza di nuovo a Squinzi per assumere quella di Assolombarda (prima donna eletta), che manterrà fino al 2009. Sotto le presidenze di Antonio D’Amato, Emma Marcegaglia e Giorgio Squinzi è stata vicepresidente di Confindustria con delega per ricerca e innovazione. È stata Ambasciatrice per l’Empowerment Femminile nell’ambito del “B20 ITALIA 2021” creato da Confindustria in preparazione del G20.
Inoltre, ha fatto parte del Consiglio della Camera di Commercio di Milano, di cui è stata Vicepresidente, e del Consiglio di Amministrazione dell'Università Bocconi di Milano.
È stata Presidente di Sodalitas, associazione per lo sviluppo dell'imprenditoria nel sociale, dalla nascita, nel 1995, al 2001. Quando Sodalitas è diventata Fondazione, nel 2008, ne è stata la prima Presidente, passando il testimone nel 2016 ad Adriana Spazzoli. È Presidente della Fondazione Mai di Confindustria. Inoltre è Vice Presidente della Fondazione Italia-Cina. Dal 2008 è membro del Consiglio di Amministrazione della Filarmonica della Scala di Milano e dal 2012 è nei consigli di amministrazione dell'Accademia della Scala e del Museo Poldi Pezzoli. Il 17 febbraio 2025, su designazione della Camera di Commercio di Milano, Diana Bracco è entrata a far parte del nuovo Consiglio di Amministrazione della Fondazione Teatro alla Scala.
Nel 2011 è entrata nel Trustee's Council della National Gallery of Art di Washington., ed è membro della Congregazione dei Conservatori della Veneranda Biblioteca Ambrosiana di Milano dal 2021.
Diana Bracco è nota al grande pubblico anche per il ruolo avuto nell'organizzazione dell'Esposizione Universale di Milano (2015): è stata infatti Presidente della Fondazione Milano per Expo 2015, presidente di Expo 2015 Spa, e Commissario Generale di sezione per il Padiglione Italia.
È vedova di Roberto de Silva, imprenditore del settore cosmetico e gallerista d’arte moderna. La coppia si era conosciuta quando entrambi frequentavano l'Università di Pavia. Non ha figli.

## Controversie giudiziarie
Il 2 luglio 2015 il Pubblico Ministero di Milano Giordano Baggio chiede che venga rinviata a giudizio e processata per il reato di evasione fiscale di oltre un milione di euro. L'ipotesi accusatoria è di dichiarazione fraudolenta mediante l'uso di fatture per operazioni inesistenti e appropriazione indebita.
In data 12 gennaio 2016 Diana Bracco viene «rinviata a giudizio con le accuse di evasione fiscale e appropriazione indebita, reati che avrebbe commesso in qualità di presidente del Cda del gruppo farmaceutico Bracco Spa.»
Il 19 ottobre 2016 è stata condannata a due anni di reclusione. Il pm Baggio aveva chiesto per l'industriale una condanna a un anno e tre mesi, mentre il giudice della seconda sezione penale Giorgia Carbone l'ha condannata a 2 anni riconoscendole, comunque, le attenuanti, la sospensione condizionale della pena e la non menzione della condanna. Inflitte, invece, le pene accessorie, come l'interdizione dai pubblici uffici, per un anno e 6 mesi.
Il 19 maggio 2023, il Tribunale di Sorveglianza di Milano ha emesso un’ordinanza di riabilitazione per Diana Bracco in relazione alla sentenza (ord. n. 2023/6306).